# Меноре из Челарева
Меноре из Челарева су фрагменти опека са урезаним јеврејским симболима - менорама, пронађени у аварској некрополи поред Челарева, откривеној средином 20. века. Старост некрополе датира се у рани средњи век - крај седмог до половине деветог века. Ово откриће из времена доминације Авара у Панонији привукло је велику пажњу како југословенских, тако и светских стручњака, јер су нађени јеврејски симболи урезани на фрагментима опека изнад и у гробовима једног дела некрополе. Чињеница да се у некрополи монголског становништва наишло на јеврејске симболе била је права загонетка за археологе који су некрополу открили.
Године 1980. Музеј града Новог Сада, у сарадњи са Јеврејским историјским музејом из Београда приредио је изложбу „Меноре из Челарева”, а 1983. у Београду је одржан међународни научни скуп на ову тему.

## Географски положај
Археолошки локалитет „Циглана” налази се на подручју Чипске шуме, југозападно од Челарева, мање од 1 км удаљен од обале Дунава и око пола километра од некадашњег корита реке. Уздигнута алувијална тераса протеже се дуж леве обале, од Новог Сада до Бачке Паланке и представља брежуљкасто заталасано земљиште. Висина алувијалне терасе у односу на ниво Дунава је 2-6 м, на надморској висини од 84—85 м. Сама некропола налази се на благо заталасаном земљишту, чији северни делови делимично залазе у слатинасти појас који се наставља на северне делове терасе и у којима се вода дуже задржава, што је свакако представљало сметњу код сахрањивања током већег дела године.
На ивичним деловима терасе, према Дунаву, у дужини од неколико километара источно и западно од некрополе налази се неколико налазишта која датирају од праисторије до касног средњег века. У непосредној близини „Циглане”, у правцу Новог Сада, је римски локалитет Онагринум (код Бегеча) а преко реке, на сремској страни, у подножју Фрушке горе налази се Бонониа малата код Баноштора). Налазиште у Челареву се према времену настанка и утврђеним чињеницама издваја од ових налазишта.

## Историјски контекст
Авари се у Азији први пут помињу у другој половини 5. века, око 463.године, поводом доласка њихових посланика у Цариград, у време великих етничких промена и пресељења низа племена у Источној Европи и Средњој Азији. Да би ублажила опасност од аварских напада на своје територије, Византија нуди Аварима за насељавање бивше територије Херула у Панонији, између Сирмијума и Сингидунума (данашње подручје Срема између Сремске Митровице и Београда). Авари одбијају ову понуду и остају у Малој Скитији. Половином 6. века склапају савез са Лангобардима у рату против Гепида. Један од најтежих услова које је лангобардско посланство морало да прихвати приликом склапања овог савеза је  услов да се Лангобарди одрекну свих делова земље Гепида у корист Авара. После склапања савеза Гепиди бивају покорени, Лангобарди одлазе у Италију, а у Панонији као једини господари остају Авари. Период аварске доминације траје до 811. године, када су поражени од стране Каролиншког царства. За разумевање челаревске некрополе интересантан је и период после 811, када Авари без државне самосталности, заједно са низом раније покорених племена или савезника, настављају да живе у Панонској низији.

### Преобраћање у јудаизам
У својој књизи „Византијска цивилизација” француски историчар Луј Бреје, пишући о историји и животу Јевреја у Царевини, наводи да је у „немирним временима иконоклазма Јевреје захватио жар преобраћања других народа у јудаизам па су организовали мисије и слали их изван Царства”. Према јеврејским изворима ово преобраћање се дешавало у првој половини 8. века, а према арапсиким од краја 8. до половине 9. века нове ере. Постоји и запис бенедиктанског монаха Друтмара Аквитанског (познатог по писању коментара Јеванђеља по Матеју за арденске монахе), да се наведено преобраћање догодило између 826. и 866. године, чему доприноси и запис једног арапског хроничара који 903. године пише о преласку хазарских поглавица у јудаизам као о неком скорашњем догађају. Мада јеврејска вера није прозелитска, преобраћања су вршена на Криму и полуострву Таман, а потом и међу Бугарима, Мађарима и пиндским Власима о чијим је потомцима у 12. веку познати јеврејски путописац Бењамин из Туделе забележио да носе јеврејска имена.
Не мање занимљив је и податак да су у средњовековном Кијеву била позната учења и норме живота Есена, мале јеврејске заједнице која је живела на обалама Мртвог мора. Први подаци о постојању Есена везују се за 2. век пре наше ере, а помиње их и римски историчар Плиније Старији. Покорност, смиреност и повлачење у себе биле су основе њихових животних ставова. Безрезервно су помагали другима и прихватали оне који су хтели да се повуку из света. Одлични лекари, окупљени у чврсту заједницу, сматрали су себе изабранима од бога, онима који другима треба да покажу пут спаса. Њихова учења хришћанима у Кијеву, веома далеко од њихове постојбине, могао је пренети само неко ко је живео у близини, ко је знао језик и био темељно упућен у јудаизам, односно знао да упути друге у смисао јеврејске вере, односно неко ко је био Јеврејин или је то постао примањем јеврејске вере. Земље северно од Црног и Каспијског мора одржавале су честе везе са дунавском регијом и мимо великих миграција народа. Тај простор могао је бити спона којом су преношена разна учења, а поготову она која су нашла погодно тло у веровањима људи биским јудаизму.

## Историја археолошких истраживања на челаревској циглани
Циглана у Челареву годинама је радила а да нико није претпостављао шта се налази у земљи по којој се захватало алатом и машинама. Први подаци о налазишту код Челарева датирају из 1966. године, када су обилажени угрожени локалитети у Бачкој и Банату. Тада је на мањем делу источног напуштеног профила ископа локалне циглане пронађен тањи културни слој насеља. На основу невеликог броја сакупљених фрагмената керамике, старост остатака уочених објеката процењена је на период касног средњег века. Следећих неколико година у циглани се ручно вршио ископ глине на неколико сектора налазишта, без контроле археолога. Неретко се наилазило на појединачне гробове, па и групе гробова, међу којима је било и коњаничких. Налажени су и остаци укопаних и спаљених стамбених објеката. Од покретног археолошког материјала најчешћи су били посуде и жрвњеви за млевење жита.
Почетком 1972. године, у потрази за квалитетнијом сировином, циглана је направила дубљи усек према северу и том приликом је уништен највећи део некрополе. Првобитна процена да је том приликом уништен део некрополе 
приближне величине 85x33 м коригована је након теренских археолошких радова 1980. На основу остатака гробова у профилима закључено је да се уништени део простирао на далеко већем простору, приближне величине 150x33 м. Самим тим и број уништених гробова је знатно већи од првобитне процене.
Археолошка истраживања на некрополи код Челарева започео је 26. маја 1972. године Драгутин Вилотијевић, са циљем индентификовања и валоризовања налазишта. Откопана су четири видљива и делимично оштећена гроба са релативно скромним артефактима. Током зиме вршен је ручни ископ глине који је, са краћим прекидима, трајао од 22. децембра 1972. до 31. маја 1973. године. Истражен је угрожени део некрополе површине 2424 м², са 263 откопана гроба. Међу пронађеним артефактима из уништених гробова налазио се велики број фрагмената опека са урезаним јеврејским симболима. Године 1978. откопана је мања површина налазишта југоисточно од истраженог дела некрополе, на месту где је глиноидни слој најплићи на читавом локалитету, просечне дубине свега 0,4-0,5 м. Тада је, поред осталих укопа, откопано и пет гробова, од којих један коњанички, а два укопа између осталих налаза садржали су и уломке опека са урезаним јеврејским симболима.
Археолошка истраживања спроведена током 1980. одвијала су се углавном на југозападним и западним периферним деловима налазишта.

## Јеврејски симболи међу налазима
Откриће фрагмената опеке са јеврејским симболима из периода доминације Авара у Панонији привукло је велику пажњу како југословенских, тако и светских стручњака. Чињеница да се у некрополи монголског становништва наишло на јеврејске симболе била је права загонетка за археологе који су некрополу открили. Поставило се питање откуд Јевреји на том простору у времену за које се претпоставља да се односи на 8. и 9. век наше ере и нешто касније. Односно, ако нису Јевреји, откуд њихови симболи и утицај у времену и на месту за када се и где претпоставља да их није могло бити.

### Недоумице
У некрополи Челарево, од више стотина откривених гробова, истражено их је готово две стотине. Највећи број оријентисан је правцем југозапад-североисток, а знатно мање правцем северозапад-југоисток, што би било приближније јеврејским погребним обичајима. Има их и који су постављени другачије. У књизи „Меноре из Челарева”, у којој су наведени резултати истраживања обављених до осамдесетих година, наводи се да „није могуће утврдити праве разлоге различитих оријентација рака и покојника у њима”. Оно што је додатно заинтригирало научну заједницу били су налази у некрополи. У двојним гробовима нађени су сахрањени мушкарци и жене, али не сукцесивно већ истовремено. На једном месту, жена и мушкарац покопани су једно преко другог, а на другом једно поред другог. Нађени су и двојни гробови у којима су, поред жена, сахрањивана и деца. Додатно, постоје и гробови у којима су, одвојени танким слојем земље, нађени остаци коња и коњаника. Пронађени пратећи предмети, делови одеће, украса, посуде за храну, алат, играчке, својом симболиком додатно су допринели загонетности. У гробовима коњаника, поред мушкарца сахрањиван је и његов коњ са опремом за јахање.
Ипак највише пажње побудило је откриће делова опека са накнадно урезаним јеврејским симболима – седмокраким менорама на постаменту, поред којег су готово увек два урезана словна знака. То је пред археологе поставило неколико питања:
- ко су људи који су ту сахрањени и откуд уз њих јеврејски симболи,
- да ли су опеке део гробљанске целине или су донете у време неке сеобе,
- да ли су знаци на опекама урезивани у самом насељу,
- да ли су те опеке служиле као предмети култа још за живота покојника а после су покопаване заједно са њима.

Тумачењем симболичког значења пронађених остатака тешко је дати поуздане одговоре. У веровањима бројних старих народа, коњ и седло остављани су поред земних остатака покојника да би он имао чиме да пође на своје последње путовање. У предању и књижевности степских народа на размеђи Европе и Азије, коњ има тајанствене моћи које могу да замене човекове на прагу смрти. Међутим, у јеврејској митологији таквих веровања нема, нити су људи сахрањивани заједно са животињама. Занимљиве су такође и фигуре животиња. Пронађена је минијатура у облику главе сокола, што негде симболизује наду у светлост коју гаји онај који је отишао у вечни мрак, није у складу са јудаизмом, а још мање минијатура у облику главе вепра.

### Претпоставке
Археологе, историчаре и друге заинтересоване, а поготову оне из јеврејских кругова, заинтригирала је помисао да је можда реч о открићу које упућује на давнашње присуство Јевреја на географском простору на којем их, колико је познато, није било у том периоду. Помишљало се и на сеобу једног дела Хазара из Каспијске области, или на померања Авара који су можда били у вези са Хазарима пошто су ови већ примили јудаизам. У два наврата Авари су долазили у Цариград и тражили од владара Византије да им дозволе да продру у Панонску низију. То су успели да остваре тек крајем 6. века. Будући да су били ратнички народ, код њих је трајао култ сахрањивања са коњима и украсима који карактеришу ратнике и коње.
Постоји више претпоставки како су се јеврејски симболи нашли на овом простору: 
- Налазиште код Челарева упућује да је можда по среди монголска популација, једно од низа племена које је прихватило или пренело јудаизам. Према досадашњим сазнањима, везе ових монголских коњаника номада и Јевреја није било јер у то време није било Јевреја у делу континента у којем су Авари живели. Претпоставка је да су могли доћи у контакт са Хазарима и преко њих стећи нека сазнања о јудаизму.
- Друга претпоставка је да су досељеници у Челарево могли негде успут или у близини наћи опеке са урезаним јеврејским симболима и стављати их у своје гробове.
- Још једна од претпоставки односи се на директно присуство неке хазарске групе.
- Основана је и претпоставка да су опеке пронађене на оближњем јеврејском гробљу из времена Старог Рима. На једном броју опека видљиви су остаци натписа са гробних плоча на којима се помињу имена Јехуда Вај, Јехуда Алас, а постоје и знаци етрога и лулава, симбола јеврејског празника Сукота. У доба Римљана на подручју Подунавља било је више утврђења, логора и насеља. Јевреји су обично ишли за војском, радећи као занатлије, лекари, оружари и трговци. Будући да су у Челареву пронађени и гробови усмерени правцем запад – исток, са посебном девијацијом главе према светом граду Јерусалиму, може се претпоставити да је у станишту живела група од више десетина јеврејских породица па отуд и симболи у некрополи.
- Постоји и могућност да је у два оближња римска утврђења, Онагринуму код Бегеча и Бонониа малате код Баноштора, вероватно постојало јеврејско гробље или чак и храм са ког су опеке могле бити доношене и коришћене као камен за под главу покојника.

Међутим, све ове претпоставке још увек не даје одговор на кључно питање: ко су они који су на опеке урезивали јеврејске симболе, зашто су и када то радили?

## Заштита налазишта
Челаревска некропола је 9. јула 1990. проглашена за непокретно културно добро од изузетног значаја, а 2014. покренута је иницијатива да се прогласи за културно добро од националног значаја. Године 2015. Министарство културе одбило је захтев Општине Бачка Паланка да Хазарску некрополу предложи за Унескову листу светске културне баштине, па је Општина најавила да ће директно затражити од Унеска да пошаље стручњаке који би обишли Хазарску некрополу код Челарева, и донели суд о вредности овог археолошког налазишта. Власти у Бачкој Паланци такође су тражиле да се овај археолошки локалитет додели на управљање њиховој општини. На тај начин би се помогло туристичкој промоцији самог места, али и Србије, јер је према досад утврђеним чињеницама реч о најзначајнијем археолошком налазишту те врсте у свету. Истовремено би се спречила и 30-годишња девастација овог места.
Податак да се у близини Челарева налази највеће откривено насеље и некропола Хазара није довољно познат ни домаћој а ни светској јавности. Племе Хазари је описано у једном од најпознатијих српских романа, Хазарском речнику Милорада Павића. Роман је преведен на 25 језика и стекао је светску славу.